# Flemming Splidsboel
Flemming Splidsboel Hansen, född 14 oktober 1968 i Ringkøbing, Danmark är en expert på förhållanden i de länder som tidigare ingick i Sovjetunionen.
Splidsboel studerade vid Köpenhamns universitet, där han 2003 tog doktorsexamen. Han är aktiv vid Dansk Institut for Internationale Studier. Han har efter Rysslands invasion av Ukraina gett ett mycket stort antal intervjuer som varit viktiga för att ge en bakgrund till kriget. Detta medförde att han fick Rosenkjærprisen 2023.